# Брайант, Эйди
Эйди Брайант (родилась 7 мая 1987 года) — американская актриса и комик. Наиболее известна участием, в течение десяти сезонов, в ночном комедийном шоу NBC Saturday Night Live (присоединилась к шоу в 38-м сезоне в 2012 году  и покинула его в конце 47-го сезона в 2022 году). За свою работу в сериале была номинирована на три премии «Эмми», включая две номинации за лучшую женскую роль второго плана в комедийном сериале.
Среди других её работ — озвучивание в мультсериале «Danger & Eggs» (2017) и  Human Resources. Она сыграла главную роль, а также была сценаристом и исполнительным продюсером в ситкоме «Выскочка» (2019–2021), и была номинирована на премию «Эмми» за лучшую женскую роль в комедийном сериале.
Награждена за лучшую женскую роль второго плана в комедийном сериале на премией EWwy (2015).

## Ранний период жизни
Брайант родилась 7 мая 1987 года в Финиксе, штат Аризона , в семье Джорджанны (урожденной Виналл) и Тома Брайанта. Её мать владеет бутиком Frances в Финиксе. Брайант имеет английские, ирландские и немецкие корни. У неё есть один брат. В 2005 году она окончила подготовительную школу «колледжа Ксавьер». Родители водили ее на импровизационные мастер-классы в ныне несуществующую Аризонскую еврейскую театральную компанию.
В 2009 году она окончила Колумбийский колледж в Чикаго, получив степень бакалавра. В Колумбийском колледже она участвовала в программе по изучению комедии, разработанной театральным факультетом и The Second City.

## Карьера
После окончания Колумбийского колледжа, Эйди Брайант гастролировала с музыкальной импровизационной группой «Baby Wants Candy», «iO Chicago», The Second City  и «Annoyance Theatre» . Она была автором и участником «Sky's the Limit, Weather Permitting» и «We're All In This Room Together», выступавших на сцене «Second City Stage».
Брайант дебютировала в качестве приглашённого игрока в шоу  «Saturday Night Live» 15 сентября 2012 года. Во время второго сезона шоу ее повысили до статуса репертуарной актрисы.
В 2013 году Брайант получила постоянную роль во втором сезоне комедийного сериала Бах! Бах!, одновременно будучи продюсером сегмента шоу. Брайант также сыграла эпизодическую роль в фильме «Новый Человек-паук 2». Она появлялась в качестве гостя в таких программах, как Broad City, Documentary Now!, «Девушки» и другие.
В 2014 году Брайант, Эли Брюггеманн, Крис Келли, Сара Шнайдер и Кейт Маккиннон были номинированы на премию «Эмми» в категории «Лучшая оригинальная музыка и слова» за песню «Home for the Holiday (Twin Bed)». Скетч музыкального видео вышел в эфир 21 декабря 2013 года.  Энди Брайант получила награду за лучшую женскую роль второго плана в комедийном сериале на церемонии вручения премии EWwy (2015), которая вручается за достижения, не отмеченные премией «Эмми».
В 2016 году Брайант сыграла второстепенную роль Элис в сериале Луи Си Кея «Хорас и Пит». В 2017 году Брайант озвучила главного героя DD Danger в мультсериалеDanger & Eggs. В 2018 году Брайант была номинирована на премию «Эмми» за лучшую женскую роль второго плана в комедийном сериале.
В 2019 году Брайант снялась в сериале Выскочкана стриминговом сервисе Hulu . После того, как Брайант стала соавтором, со-продюсером и главной героиней «Выскочки», встал вопрос об её участии  в сезоне Saturday Night Live 2019–2020 годов, хотя создатель шоу Лорн Майклз поощрял ее работать в обоих шоу.  Брайант обещала работу по 12 часов в день на «Выскочку», а затем 10 часов в день на SNL.  «Выскочка» продлится три сезона (до мая 2021 года). Пандемия COVID-19 заставила Эйди остаться в SNL не до 45-го , а до 47-м сезона 2021–2022 годов.
В 2021 году Брайант подписала общее соглашение с Universal Television. Она озвучила Эмми в мультсериале для взрослых «Кадровые ресурсы», спин-оффе сериала «Большой рот», премьера которого состоялась 18 марта 2022 года.
В 2022 году Брайант сняла музыкальный клип на песню «Hurricane» кантри-дуэта Plains ( Кэти Кратчфилд и Джесс Уильямсон ).
В феврале 2024 года Брайант провела церемонию вручения премии Независимый дух , посвященной независимому кино. Её выступление в качестве ведущей было высоко оценено. Она вернулась в качестве ведущей церемонии вручения наград в 2025 году.
Брайант снимается в главной роли в будущей драме «Клуб одиноких сердец» на стриминговом сервисе Peacock .

### Повторяющиеся персонажи вSNL
- Одна из студенток в зарисовках «Шаллон» ( Насим Педрад )
- Морган, соведущая ток-шоу «Подружки», которую всегда избегает или игнорирует ее подруга Кайра ( Сесили Стронг ) в пользу более крутой гостьи [7]
- Тонкер Белл, грубоватая сводная сестра Тинкер Белл, чей отец — муха [29]
- Одна из актрис драматической постановки Школьного театра, неловко пытающаяся высказать общие соображения о проблемах общества.
- Малышка Эйди, образ самой себя в женских музыкальных клипах шоу (так ее назвали, потому что она была самой младшей [«ребенком»] из нынешнего женского состава) [30]
- Мелани, кокетливая молодая девушка-подросток с романтической искрой в отношении зрелых джентльменов – отцов её друзей [31]
- Неназванная девушка, которая появляется в сценариях порнофильмов и не осознаёт их сексуальную природу — в «Hot for Teacher 8» она пыталась попросить свою учительницу, мисс Дэйворт ( Эми Шумер ), помочь с неуказанным заданием; в «The Doctor Is In...». В «Моей заднице 4» она думает, что доктор Рокхард ( Адам Драйвер ) — настоящий врач; а в «Няньке-шлюхе 17» она думает, что её няня мисс Жасмин ( Хайди Гарднер ) пригласила на ужин доставщика пиццы ( Ченс Рэпер )[32][33]
- Сара Хакаби Сандерс, бывший пресс-секретарь Белого дома [34]
- Кэрри Крам, эксперт по путешествиям 7-го класса [29][31]
- Тед Круз, сенатор США [35][36]

## Личная жизнь
На протяжении всей своей юности Брайант боролась с лишним весом. Актёрское мастерство и импровизация позволили ей стать более уверенной как личность и как актриса.
28 апреля 2018 года Брайант вышла замуж за комика Коннера О'Мэлли, сценариста шоу «Late Night with Seth Meyers». Они познакомились в 2008 году, когда выступали в театре Annoyance в Чикаго, и обручились в 2016 году.

## Фильмография
| Год  | Заголовок                | Роль                | Примечания                                        |
| ---- | ------------------------ | ------------------- | ------------------------------------------------- |
| 2014 | Новый Человек-Паук 2     | Статуя Свободы Дама |                                                   |
| 2014 | Дети                     | Сара                | Короткометражный фильм                            |
| 2015 | Королева выпускного бала | Учитель №1          | Короткометражный фильм                            |
| 2016 | Брат Природа             | Дэна Керлман        |                                                   |
| 2016 | Дарби навсегда           | Дарби               | Короткометражный фильм; также писатель и продюсер |
| 2017 | Большая болезнь          | Мэри                |                                                   |
| 2017 | Звезда                   | Рут (голос)         |                                                   |
| 2018 | Я чувствую себя красивой | Вивиан              |                                                   |

### Телевидение
| Год       | Название                                         | Роль                          | Примечание                                                     |
| --------- | ------------------------------------------------ | ----------------------------- | -------------------------------------------------------------- |
| 2012–2014 | Shrink                                           | Кендра Харнц                  | 3 эпизода; также автор 2 эпизодов                              |
| 2012–2022 | Saturday Night Live                              | Сама себя / Разные персонажи  | 206 серий                                                      |
| 2012      | Saturday Night Live Weekend Update Thursday      | Судья / Покровитель / Женщина | 2 серии                                                        |
| 2013      | Комедия Бах! Бах! (сериал)                       | Продюсер серии                | 2 серии                                                        |
| 2014      | The Greatest Event in Television History         | Эми                           | серия: «Закадычные друзья»                                     |
| 2015      | Брод Сити                                        | Элли                          | серия: «Св. Маркс»                                             |
| 2015      | Документалистика сегодня!                        | Энн Северино                  | серия: «Город, гангстер, фестиваль»                            |
| 2015      | The Awesomes                                     | Неизвестный персонаж (голос)  | 2 серии                                                        |
| 2015–2017 | Девчонки                                         | Эбигейл                       | 4 серии                                                        |
| 2016      | Хорас и Пит                                      | Элис Виттель                  | 4 серии                                                        |
| 2017      | Danger & Eggs                                    | DD Danger (голос)             | 13 серий                                                       |
| 2017      | At Home with Amy Sedaris                         | Мулаак                        | серия: «Не от мира сего»                                       |
| 2018      | Портландия                                       | пациентка                     | серия: «Общее рабочее пространство»                            |
| 2018      | Несгибаемая Кимми Шмидт                          | Табби Бобатти                 | серия: «Монстр вечеринок: Скребём по поверхности»              |
| 2019      | Другие двое                                      | себя                          | серия: «Чейз снимает музыкальный клип»                         |
| 2019–2021 | Выскочка                                         | Энни Истон                    | 22 серии; также создатель, сценарист и исполнительный продюсер |
| 2021      | Teenage Euthanasia                               | (голос)                       | серия: «Внезапно Сьюзен»                                       |
| 2021      | Santa Inc.                                       | Петуния/Коллега (голос)       | серия: «Весеннее пробуждение»                                  |
| 2021-2025 | Big Mouth                                        | Эмми Фэрфакс (голос)          | 3 серии                                                        |
| 2022–2023 | Human Resources                                  | Эмми Фэрфакс (голос)          | Основной состав                                                |
| 2022      | The Kardashians                                  | себя                          | серия: «Прямой эфир из Нью-Йорка»                              |
| 2024      | 39th Independent Spirit Awards                   | ведущая                       |                                                                |
| 2024      | Фантазмы                                         | Дениз                         | серия: «Туалеты»                                               |
| 2025      | 40th Independent Spirit Awards                   | ведущая                       |                                                                |
| TBA       | Клуб одинокимх сердец (англ. Lonely Hearts Club) | TBA                           | съёмка                                                         |

## Награды и номинации
| Год  | Ассоциация                 | Категория                                              | Работа                           | Результат | прим.     |
| ---- | -------------------------- | ------------------------------------------------------ | -------------------------------- | --------- | --------- |
| 2014 | Премия «Эмми» в прайм-тайм | Выдающаяся оригинальная музыка и тексты песен          | Субботним вечером в прямом эфире | [ 39 ]    |           |
| 2018 | Премия «Эмми» в прайм-тайм | Лучшая актриса второго плана в комедийном сериале      | Субботним вечером в прямом эфире | [ 39 ]    |           |
| 2021 | Премия «Эмми» в прайм-тайм | Лучшая актриса второго плана в комедийном сериале      | Субботним вечером в прямом эфире | [ 39 ]    | Номинация |
| 2021 | Премия «Эмми» в прайм-тайм | Выдающаяся актриса в главной роли в комедийном сериале | Выскочка                         | [ 39 ]    |           |

## Внешние ссылки
- Брайант, Эйди на сайте Instagram
- Брайант, Эйди (англ.) на сайте Internet Movie Database